# Joan Boocock Lee
Joan Clayton Boocock Lee (Castle Ward, Inglaterra; 5 de febrero de 1922-Los Ángeles, California; 6 de julio de 2017) fue una modelo y actriz de voz británica-estadounidense. En sus últimos años, Joan se convirtió en una actriz de voz y apareció en las series animadas Spider-Man y Fantastic Four en la década de 1990.

## Primeros años
El nacimiento de Joan Clayton Boocock se registró en el primer trimestre de 1922 en el distrito rural de Castle Ward (ahora parte del distrito metropolitano de Newcastle), Inglaterra según sus registros de nacimiento. Su apellido de nacimiento era Clayton. En una entrevista, ella dijo que nació en Gosforth, Newcastle, y creció en Fawdon.

## Matrimonios
Después de la Segunda Guerra Mundial, se mudó a los Estados Unidos tras casarse con un soldado estadounidense, Sanford Dorf Weiss, a quien había conocido 24 horas antes de su matrimonio en 1943.
Después de haberse separado de Weiss, se dedicó a trabajar como modelo de sombreros, en donde sus primeros años fue muy reconocida en el área metropolitana de Nueva York y fue así como conoció a Stan Lee. Otra modelo le organizó una cita a ciegas con él. Cuando Lee fue a la agencia de modelos para cumplir con la fecha prevista, Joan abrió la puerta, y enseguida Lee le dijo que había estado enamorado de ella y que había estado dibujando su rostro desde hacía mucho tiempo.
Lee le propuso divorciarse después de dos semanas de salir juntos, y ella aceptando fue a Reno, Nevada para obtener su divorcio legalmente. El 5 de diciembre de 1947, obtuvo el divorcio de su primer marido antes de casarse el mismo día con Lee en el mismo lugar en la sala de al lado. El juez que le había concedido el divorcio una hora antes les realizó la ceremonia matrimonial. Juntos, tuvieron dos hijas, Joan Celia Lee (nacida en 1950) y Jan Lee, quien murió tres días después del parto en 1953. En 1949, la pareja compró una casa de dos pisos y tres habitaciones en Woodmere, Long Island, y vivieron allí hasta 1952.
Stan Lee le acreditó a Joan su inspiración para las primeras encarnaciones de Susan Storm de Los 4 Fantásticos.

## Carrera
En 1981, Joan y su esposo se mudaron de la ciudad de Nueva York a Los Ángeles. Allí, ella prestó su voz a varios espectáculos animados de Marvel en la década de 1990. Apareció por primera vez en la serie de televisión Fantastic Four en 1994, expresando un carácter recurrente. Ella fue la voz de una computadora en la serie de televisión Iron Man por tres episodios en 1994. Y más tarde en Spider-Man como Madame Web, apareciendo en ocho episodios desde 1996 hasta 1998.
En 2002, apareció como ella misma junto a Stan Lee y Kevin Smith en Stan Lee´s Mutants, Monsters & Marvels. En 2003, de nuevo apareció como ella misma en el documental Comic Book Superheroes Unmasked. En 2010, apareció en un documental sobre su esposo llamado With Great Power: The Stan Lee Story. Joan hizo su última aparición en un cameo en la película de 2016 llamada X-Men: Apocalipsis, junto a su esposo.

### Escritura
En 1987, Joan Lee escribió The Pleasure Palace (El palacio del placer), su primera novela.

## Muerte
Joan Lee murió el 6 de julio de 2017, en Los Ángeles, debido a un derrame cerebral. Estuvo acompañada por su marido de casi 94 años, y su hija, Joan. Aunque varias fuentes mencionaron que tenía 93 años en el momento de su muerte, los registros de nacimiento británicos muestran que, de hecho, tenía 95 años.

## Filmografía
| Año       | Título                                                                                 | Papel              | Notas                                       | Ref    |
| --------- | -------------------------------------------------------------------------------------- | ------------------ | ------------------------------------------- | ------ |
| 1994      | Iron Man (serie de televisión)                                                         | Voz de computadora | Voz                                         | [ 18 ] |
| 1994      | Los Cuatro Fantásticos (serie animada)                                                 | La señorita Forbes | Voz                                         | [ 18 ] |
| 1996-1998 | Spider-Man (serie de televisión)                                                       | Madame Web         | Voz                                         | [ 18 ] |
| 2002      | Stan Lee´s Mutants, Monsters & Marvels (Los monstruos, mutantes y marvels de Stan Lee) | Ella misma         | Documental                                  | [ 19 ] |
| 2003      | Comic Book Superheroes Unmasked (Cómic de superhéroes desenmascarados)                 | Ella misma         | Documental                                  | [ 19 ] |
| 2010      | With Great Power: The Stan Lee Story (Con gran poder: La historia de Stan Lee)         | Ella misma         | Documental                                  | [ 19 ] |
| 2016      | X-Men: Apocalipsis                                                                     | Joanie Lee         | De acción en vivo, cameo junto a su esposo. | [ 18 ] |